# Prem'er-Liga 2017-2018
La Prem'er-Liga 2017-2018 è stata la ventiseiesima edizione della massima serie del campionato russo di calcio dopo la dissoluzione dell'Unione Sovietica e la quindicesima edizione sotto l'attuale denominazione. La stagione è iniziata il 16 luglio 2017 e si è conclusa il 13 maggio 2018. Lo Spartak Mosca era il detentore del titolo. Il campionato è stato vinto dalla Lokomotiv Mosca per la terza volta nella sua storia. Capocannoniere del torneo è stato Quincy Promes, calciatore dello Spartak Mosca, con 15 reti.

## Stagione

### Novità
Rispetto alla stagione 2016-2017 sono state retrocesse in PFN Ligi il Kryl'ja Sovetov Samara, l'Orenburg e il Tom' Tomsk. Dalla PFN Ligi 2016-2017 sono stati promossi la Dinamo Mosca, il Tosno e lo SKA-Chabarovsk. Prima dell'inizio della stagione il Terek Groznyj ha cambiato denominazione in Achmat Groznyj.

### Formula
Le sedici squadre partecipanti si sono affrontate in un girone all'italiana con partite di andata e ritorno per un totale di 30 giornate. La prima classificata al termine della stagione regolare era designata campione di Russia e ammessa alla fase a gironi della UEFA Champions League 2018-2019, assieme alla seconda classificata mentre la terza era ammessa ai preliminari. Le squadre quarta e quinta classificate venivano ammesse in UEFA Europa League 2018-2019, rispettivamente al terzo e al secondo turno di qualificazione, assieme alla vincitrice della Coppa di Russia, ammessa direttamente alla fase a gironi. Le ultime due classificate erano retrocesse in Pervenstvo Futbol'noj Nacional'noj Ligi, mentre tredicesima e quattordicesima classificate venivano ammesse agli spareggi promozione/retrocessione contro terza e quarta classificate della PFN Ligi per due posti in massima serie.

## Squadre partecipanti
| Club                  | Stagione | Città           | Stadio                              | Stagione precedente       |
| --------------------- | -------- | --------------- | ----------------------------------- | ------------------------- |
| Achmat Groznyj        | dettagli | Groznyj         | Achmat Arena                        | 6º posto in Prem'er-Liga  |
| Amkar Perm'           | dettagli | Perm'           | Stadio Zvezda                       | 10º posto in Prem'er-Liga |
| Anži                  | dettagli | Machačkala      | Anži-Arena                          | 12º posto in Prem'er-Liga |
| Arsenal Tula          | dettagli | Tula            | Stadio Arsenal                      | 13º posto in Prem'er-Liga |
| CSKA Mosca            | dettagli | Mosca           | VÈB Arena                           | 2º posto in Prem'er-Liga  |
| Dinamo Mosca          | dettagli | Mosca           | Arena Chimki                        | 1º posto in PFN Ligi      |
| Krasnodar             | dettagli | Krasnodar       | Stadio FC Krasnodar                 | 4º posto in Prem'er-Liga  |
| Lokomotiv Mosca       | dettagli | Mosca           | RZD Arena                           | 8º posto in Prem'er-Liga  |
| Rostov                | dettagli | Rostov sul Don  | Stadio Olimp-2                      | 5º posto in Prem'er-Liga  |
| Rubin                 | dettagli | Kazan'          | Kazan' Arena                        | 9º posto in Prem'er-Liga  |
| SKA-Chabarovsk        | dettagli | Chabarovsk      | Stadio Lenin                        | 4º posto in PFN Ligi      |
| Spartak Mosca         | dettagli | Mosca           | Otkrytie Arena                      | Campione di Russia        |
| Tosno                 | dettagli | Tosno           | Stadio Petrovskij (San Pietroburgo) | 2º posto in PFN Ligi      |
| Ufa                   | dettagli | Ufa             | Stadio Neftjanik                    | 7º posto in Prem'er-Liga  |
| Ural                  | dettagli | Ekaterinburg    | SKB-Bank Arena Stadio Centrale      | 11º posto in Prem'er-Liga |
| Zenit San Pietroburgo | dettagli | San Pietroburgo | Stadio Krestovsky                   | 3º posto in Prem'er-Liga  |

## Classifica finale
|       | Pos. | Squadra               | Pt | G  | V  | N  | P  | GF | GS | DR  |
| ----- | ---- | --------------------- | -- | -- | -- | -- | -- | -- | -- | --- |
|       | 1.   | Lokomotiv Mosca       | 60 | 30 | 18 | 6  | 6  | 41 | 21 | +20 |
|       | 2.   | CSKA Mosca            | 58 | 30 | 17 | 7  | 6  | 49 | 23 | +26 |
|       | 3.   | Spartak Mosca         | 56 | 30 | 16 | 8  | 6  | 51 | 32 | +19 |
| [ 3 ] | 4.   | Krasnodar             | 54 | 30 | 16 | 6  | 8  | 46 | 30 | +16 |
|       | 5.   | Zenit San Pietroburgo | 53 | 30 | 14 | 11 | 5  | 46 | 21 | +25 |
| [ 4 ] | 6.   | Ufa                   | 43 | 30 | 11 | 10 | 9  | 34 | 30 | +4  |
|       | 7.   | Arsenal Tula          | 42 | 30 | 12 | 6  | 12 | 35 | 41 | -6  |
|       | 8.   | Dinamo Mosca          | 40 | 30 | 10 | 10 | 10 | 29 | 30 | -1  |
|       | 9.   | Achmat Groznyj        | 39 | 30 | 10 | 9  | 11 | 30 | 34 | -4  |
|       | 10.  | Rubin                 | 38 | 30 | 9  | 11 | 10 | 32 | 25 | +7  |
|       | 11.  | Rostov                | 37 | 30 | 9  | 10 | 11 | 27 | 28 | -1  |
|       | 12.  | Ural                  | 37 | 30 | 8  | 13 | 9  | 31 | 32 | -1  |
|       | 13.  | Amkar Perm'           | 35 | 30 | 9  | 8  | 13 | 20 | 30 | -10 |
|       | 14.  | Anži                  | 24 | 30 | 6  | 6  | 18 | 31 | 55 | -24 |
|       | 15.  | Tosno                 | 24 | 30 | 6  | 6  | 18 | 23 | 54 | -31 |
|       | 16.  | SKA-Chabarovsk        | 13 | 30 | 2  | 7  | 21 | 16 | 55 | -39 |

Legenda:
      Campione di Russia e ammessa alla UEFA Champions League 2018-2019.
      Ammessa alla UEFA Champions League 2018-2019.
      Ammessa alla UEFA Europa League 2018-2019.
 Ammessa allo spareggio promozione-retrocessione.
      Retrocesse in PFN Ligi 2018-2019.
Note:
Tre punti a vittoria, uno a pareggio, zero a sconfitta.
A parità di punti tra due o più squadre la classifica viene stilata secondo i seguenti criteri:
- Classifica avulsa

- Punti conquistati negli scontri diretti
- Vittorie conquistate negli scontri diretti
- Differenza reti negli scontri diretti
- Reti totali segnate negli scontri diretti
- Reti segnate in trasferta negli scontri diretti

- Vittorie totali
- Differenza reti generale
- Reti totali segnate
- Reti segnate in trasferta

Se nonostante questi criteri continuerà a permanere una situazione di parità la classifica finale verrà determinata attraverso spareggio tra le squadre interessate.
- L'Amkar Perm' è stato sciolto al termine della stagione e non si è iscritto al campionato di Prem'er-Liga 2018-2019[5].
- Il Tosno è stato sciolto al termine della stagione[6].
- L'Anži è stato successivamente ripescato in Prem'er-Liga 2018-2019 a completamento organico[7].

## Risultati

### Tabellone
Fonte: sito ufficiale
|                       | Ach  | Amk  | Anž  | ArT  | CSK  | Din  | Kra  | Lok  | Ros  | Rub  | SKA  | Spa  | Tos  | Ufa  | Ura  | Zen  |
| --------------------- | ---- | ---- | ---- | ---- | ---- | ---- | ---- | ---- | ---- | ---- | ---- | ---- | ---- | ---- | ---- | ---- |
| Achmat Groznyj        | –––– | 1-0  | 1-1  | 1-2  | 0-3  | 2-0  | 2-3  | 1-1  | 1-0  | 1-0  | 0-0  | 1-2  | 1-0  | 2-1  | 0-0  | 0-0  |
| Amkar Perm'           | 0-0  | –––– | 1-2  | 0-2  | 0-1  | 2-1  | 1-3  | 2-1  | 0-1  | 0-3  | 3-0  | 0-2  | 0-0  | 0-0  | 1-1  | 0-1  |
| Anži                  | 0-2  | 1-0  | –––– | 3-2  | 1-3  | 1-3  | 1-5  | 0-1  | 0-1  | 1-1  | 4-0  | 1-4  | 2-0  | 1-0  | 0-1  | 2-2  |
| Arsenal Tula          | 1-0  | 0-1  | 2-1  | –––– | 1-0  | 1-0  | 1-0  | 2-0  | 2-2  | 0-0  | 1-0  | 0-1  | 1-2  | 2-1  | 2-2  | 3-3  |
| CSKA Mosca            | 0-1  | 3-0  | 2-1  | 6-0  | –––– | 1-2  | 2-1  | 1-3  | 2-0  | 1-2  | 2-0  | 2-1  | 6-0  | 0-0  | 1-0  | 0-0  |
| Dinamo Mosca          | 1-1  | 3-0  | 2-0  | 2-1  | 0-0  | –––– | 0-0  | 2-4  | 2-0  | 0-0  | 2-0  | 2-2  | 0-1  | 1-1  | 0-1  | 0-0  |
| Krasnodar             | 3-2  | 1-1  | 1-1  | 3-0  | 0-1  | 2-0  | –––– | 2-0  | 3-1  | 1-1  | 4-1  | 1-4  | 2-0  | 0-1  | 1-1  | 0-2  |
| Lokomotiv Mosca       | 0-0  | 0-1  | 1-0  | 1-0  | 2-2  | 3-0  | 2-0  | –––– | 1-0  | 1-0  | 1-0  | 0-0  | 0-2  | 0-0  | 2-1  | 1-0  |
| Rostov                | 0-1  | 0-0  | 2-0  | 2-2  | 1-2  | 1-0  | 0-0  | 0-1  | –––– | 0-1  | 2-0  | 2-2  | 2-0  | 1-0  | 1-0  | 0-0  |
| Rubin Kazan'          | 3-2  | 0-1  | 6-0  | 2-1  | 0-1  | 0-0  | 1-2  | 1-1  | 1-1  | –––– | 3-1  | 1-2  | 1-0  | 0-0  | 0-1  | 0-0  |
| SKA-Chabarovsk        | 2-2  | 0-2  | 2-0  | 1-2  | 2-4  | 0-1  | 0-1  | 1-2  | 2-1  | 1-1  | –––– | 0-0  | 0-1  | 2-2  | 0-3  | 0-2  |
| Spartak Mosca         | 1-3  | 0-0  | 2-2  | 2-0  | 3-0  | 0-1  | 2-0  | 3-4  | 2-0  | 1-0  | 1-0  | –––– | 2-1  | 3-1  | 2-0  | 3-1  |
| Tosno                 | 1-0  | 0-2  | 2-2  | 3-2  | 1-2  | 1-2  | 1-3  | 1-3  | 1-1  | 0-1  | 0-0  | 2-2  | –––– | 0-1  | 2-2  | 0-1  |
| Ufa                   | 3-2  | 3-0  | 3-2  | 1-0  | 1-1  | 1-1  | 0-1  | 1-0  | 1-4  | 2-1  | 1-0  | 0-0  | 5-0  | –––– | 2-0  | 1-2  |
| Ural                  | 2-0  | 0-2  | 2-1  | 1-1  | 0-0  | 2-2  | 0-1  | 0-2  | 1-1  | 1-1  | 1-1  | 2-1  | 3-1  | 1-1  | –––– | 1-1  |
| Zenit San Pietroburgo | 4-0  | 0-0  | 1-0  | 0-1  | 0-0  | 2-1  | 1-2  | 0-3  | 0-0  | 2-1  | 6-0  | 5-1  | 5-0  | 3-0  | 2-1  | –––– |

## Spareggi promozione-retrocessione
|             | Risultati |             | Luogo e data                |
| ----------- | --------- | ----------- | --------------------------- |
| Amkar Perm' | 2 - 0     | Tambov      | Perm', 17 maggio 2018       |
| Tambov      | 0 - 1     | Amkar Perm' | Tambov, 20 maggio 2018      |
|             |           |             |                             |
| Enisej      | 3 - 0     | Anži        | Krasnojarsk, 17 maggio 2018 |
| Anži        | 4 - 3     | Enisej      | Kaspijsk, 20 maggio 2018    |
|             |           |             |                             |

## Statistiche

### Classifica marcatori
| Gol |  |  | Giocatore         | Squadra                           |
| --- |  |  | ----------------- | --------------------------------- |
| 15  |  |  | Quincy Promes     | Spartak Mosca                     |
| 14  |  |  | Fëdor Smolov      | Krasnodar                         |
| 10  |  |  | Luiz Adriano      | Spartak Mosca                     |
| 10  |  |  | Viktor Claesson   | Krasnodar                         |
| 10  |  |  | Jefferson Farfán  | Lokomotiv Mosca                   |
| 10  |  |  | Aleksandr Kokorin | Zenit S. Pietroburgo              |
| 10  |  |  | Vitinho           | CSKA Mosca                        |
| 9   |  |  | Evgenij Markov    | Dinamo Mosca                      |
| 8   |  |  | Eric Bicfalvi     | Ural                              |
| 7   |  |  | Luka Đorđević     | Arsenal Tula                      |
| 7   |  |  | Artëm Dzjuba      | Zenit S. Pietroburgo/Arsenal Tula |
| 7   |  |  | Manuel Fernandes  | Lokomotiv Mosca                   |
| 7   |  |  | Sylvester Igboun  | Ufa                               |
| 7   |  |  | Aleksej Mirančuk  | Lokomotiv Mosca                   |
| 7   |  |  | Aleksandr Tašaev  | Dinamo Mosca                      |
| 7   |  |  | Aleksandr Erochin | Zenit S. Pietroburgo              |